# Жук-геркулес
Жук-геркулес (лат. Dynastes hercules) — жук из рода Dynastes семейства пластинчатоусые. Крупнейший представитель рода. Считается одним из самых крупных жуков на Земле.

## Описание

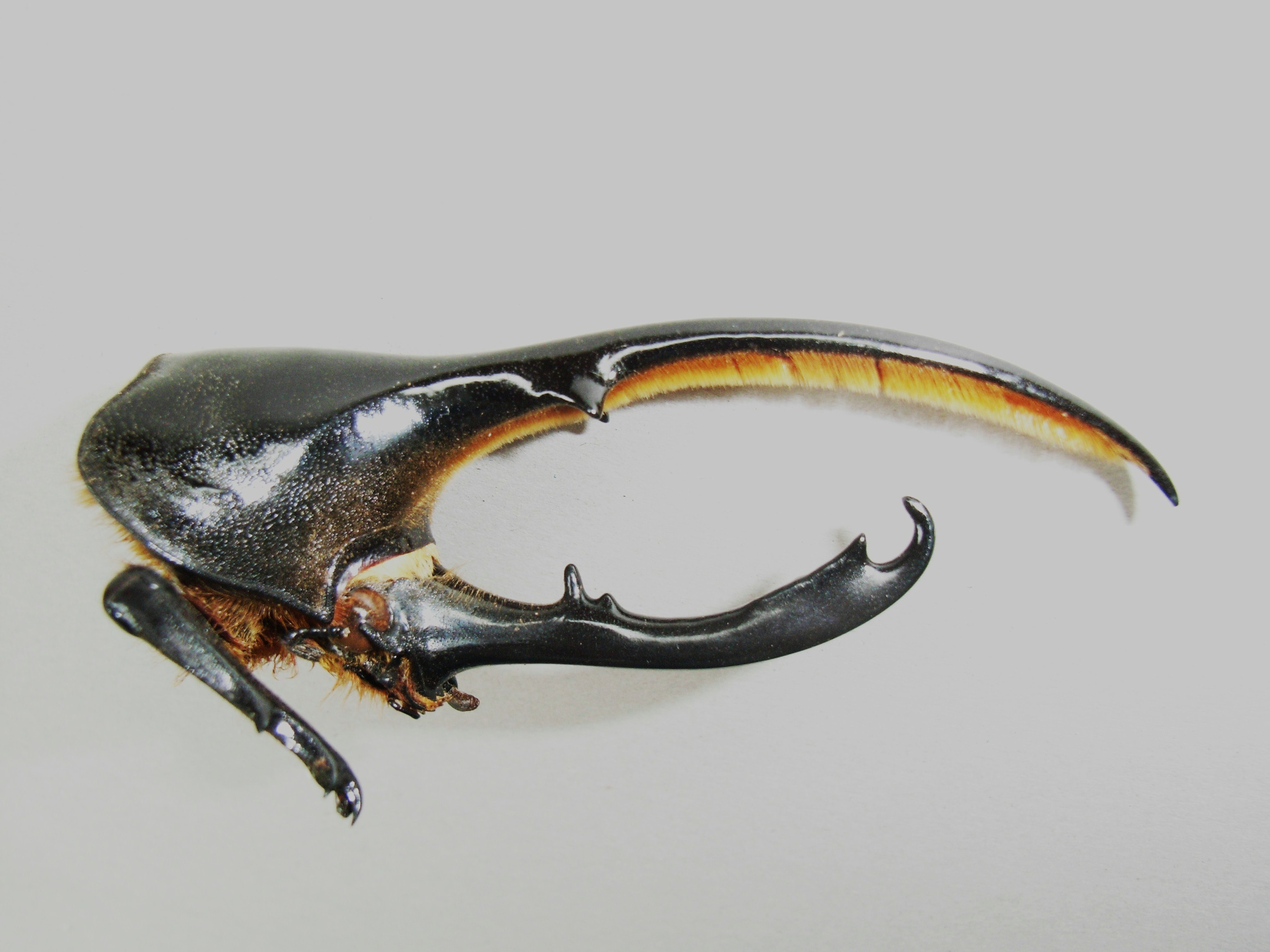
Переднеспинка и голова самца жука-геркулеса. Боковая проекция

Максимальная длина тела самца по задокументированным данным — 171 мм, самки до 80 мм. Размер большинства особей самцов составляет 125—145 мм. Размах крыльев самцов до 22 см. Тело покрыто редкими рыжими волосками. Голова и переднеспинка блестящие, чёрного цвета. Окраска надкрылий самца зависит от влажности окружающей среды и может варьироваться. Надкрылья оливково-бурого, жёлтого, жёлто-оливкового цвета, с чёрными круглыми пятнами, размер и количество которых непостоянно и сильно варьирует. Иногда встречается очень редкая цветовая форма, отличающаяся голубовато-серым цветом надкрылий. На голове самца находится большой рог, направленный вперёд, с несколькими зубцами. На переднеспинке находится второй большой рог, направленный вперед и несколько изогнутый книзу. На передней его половине расположены два направленных наружу зубца. Нижняя сторона кончика этого рога покрыта густыми рыжими или рыже-бурыми волосками.
Самка без рогов, матовая, чёрного цвета, надкрылья бугорчатые, покрыта бурыми волосками.

## Ареал
Центральная и Южная Америка, острова Карибского моря.
Жуки встречаются на протяжении всего влажного сезона.

## Систематика

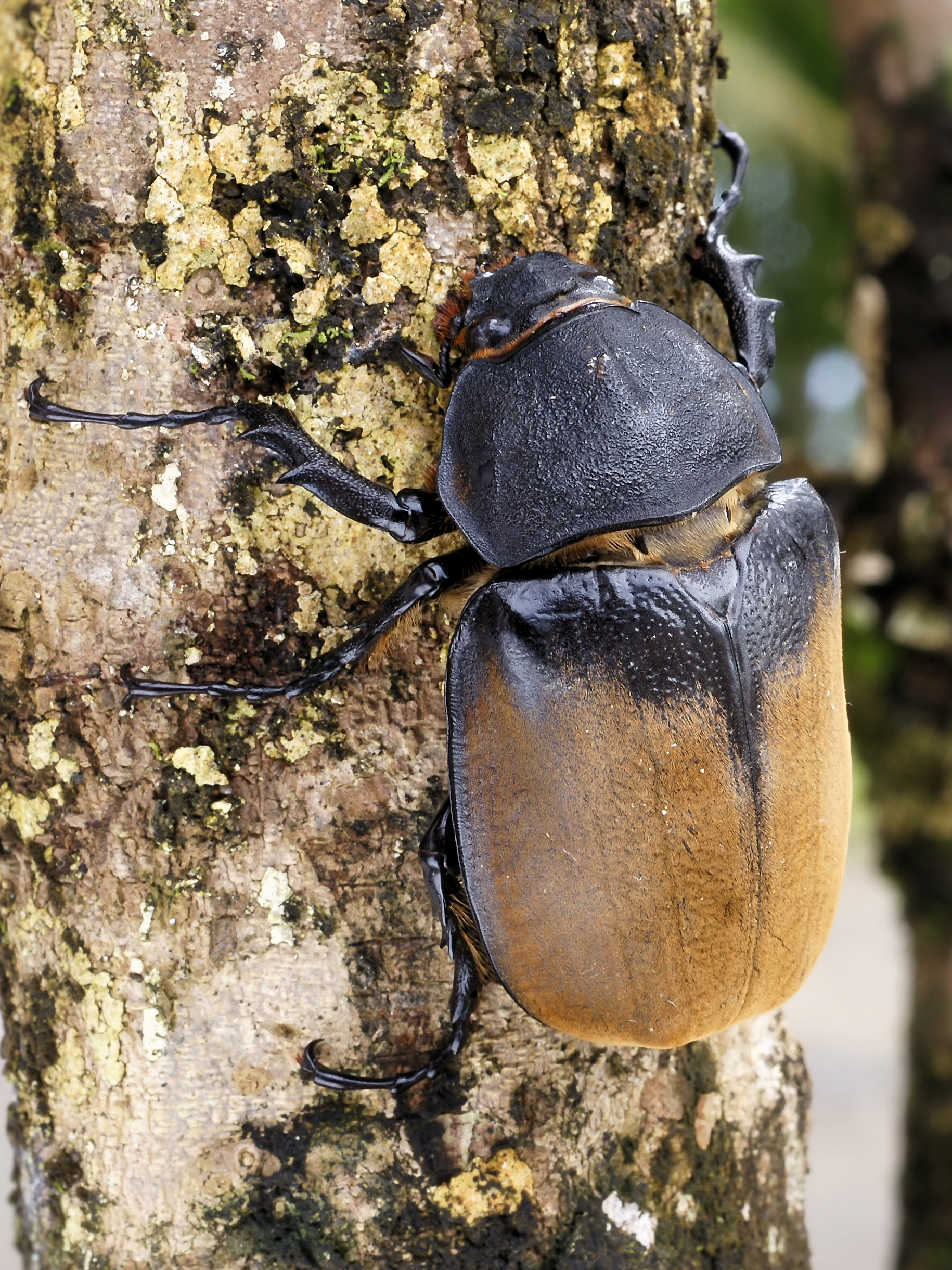
Самка жука-геркулеса длиной 8 см из Коста-Рики.

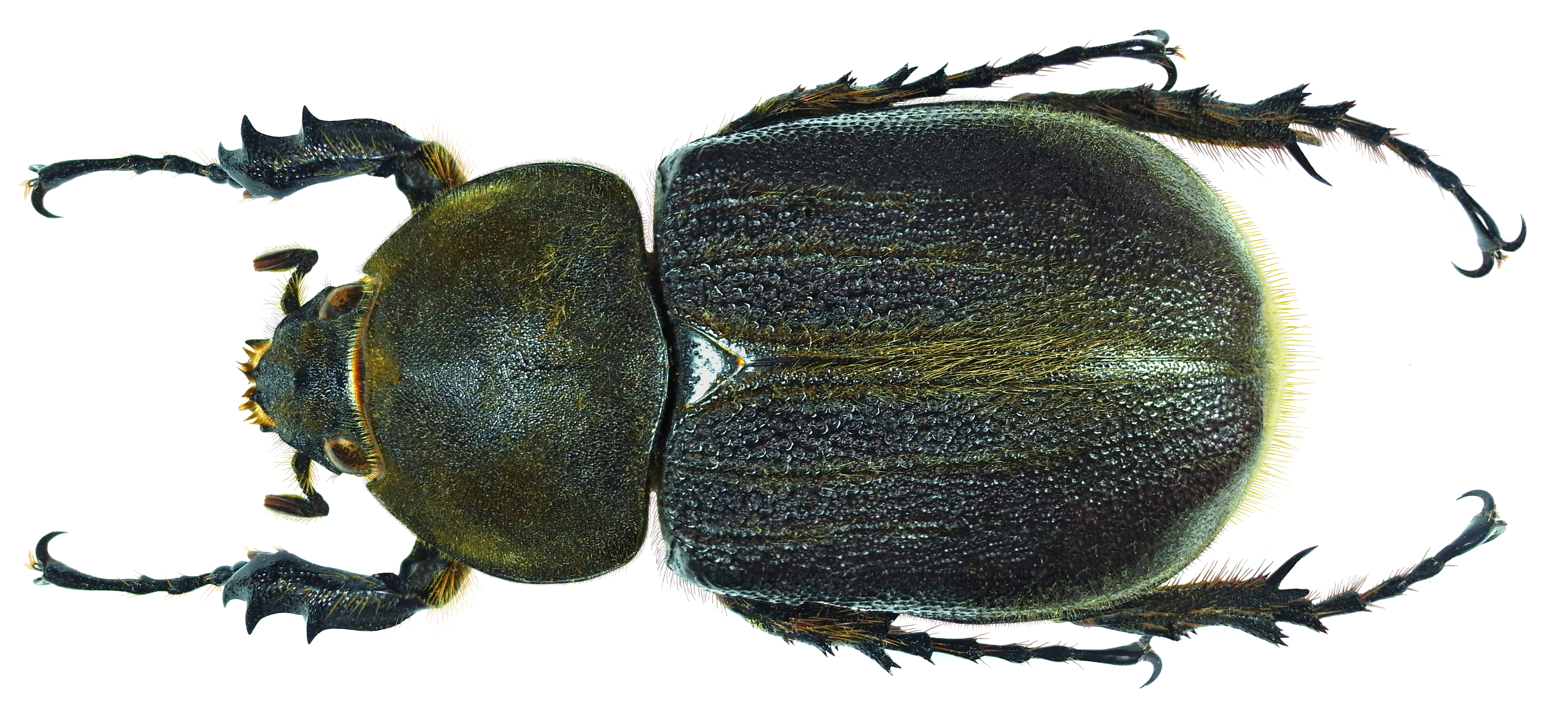
Самка Dynastes hercules lichyi

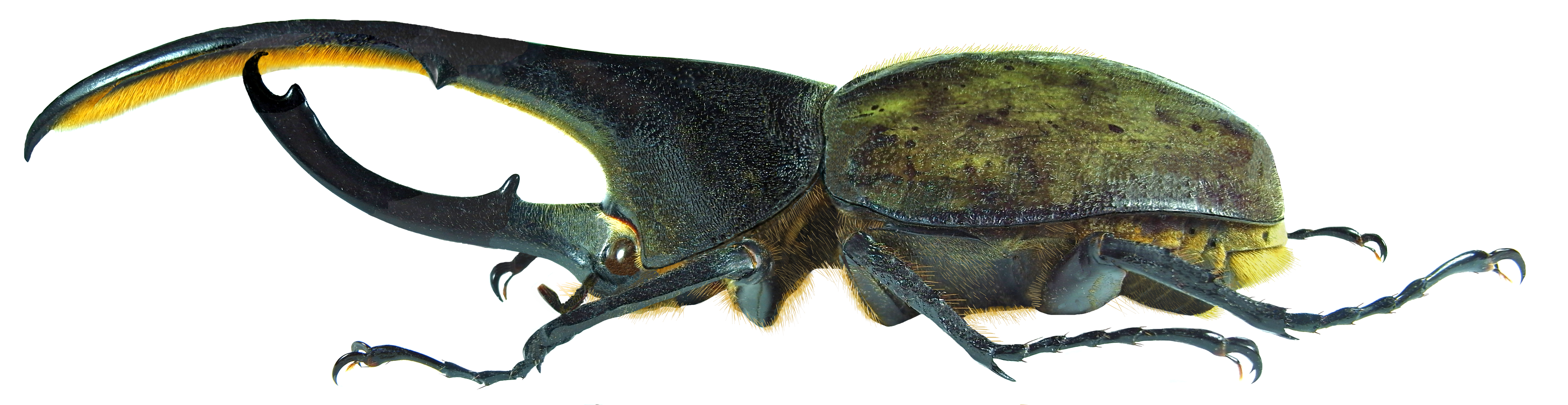
Самец Dynastes hercules lichyi

В составе вида выделяется несколько подвидов. При этом стоит указать, что согласно публикации Huang, 2017 всем подвидам присваивался самостоятельный видовой статус
- Dynastes hercules baudrii Pinchon, 1976
  - Место обитания: остров Мартиника — в Карибском море, в центральной части архипелага Малые Антильские острова.
  - Длина самца: 50~100 мм; самки 45~55 мм.

- Dynastes hercules bleuzeni Silvestre et Dechambre, 1995
  - Место обитания: Венесуэла
  - Длина самца: 55~155 мм; самки: 45~75 мм.

- Dynastes hercules ecuatorianus Ohaus, 1913
  - Место обитания: Колумбия, Перу, Эквадор, Венесуэла
  - Длина самца: 55~165 мм; самки: 50~80 мм.

- Dynastes hercules hercules Linnaeus, 1753
  - Место обитания: Гваделупа, Доминика
  - Длина самца: 45~171 (max : 178 мм?); самки: 50~80 мм

- Dynastes hercules lichyi Lachaume, 1985
  - Место обитания: западная часть Венесуэлы, центральная горная цепь Колумбии, центральная горная цепь Эквадора, Перу, Северная Боливия
  - Длина самца: 55~160 мм; самки: 50~80 мм.

- Dynastes hercules morishimai Nagai, 2002
  - Место обитания: Боливия
  - Длина самца: 55~140 мм; самки: 50~75 мм.

- Dynastes hercules occidentalis Lachaume, 1985
  - Место обитания: Колумбия, Эквадор, Панама
  - Длина самца: 55~145 мм; самки: 50~80 мм.

- Dynastes hercules paschoali Grossi et Arnaud, 1993
  - Место обитания: Бразилия
  - Длина самца: 55~140 мм; самки: 50~70 мм.

- Dynastes hercules reidi Chalumeau, 1977
  - Место обитания: остров St. Lucia
  - Длина самца: 50~110 мм; самки: 50~65 мм.

- Dynastes hercules septentrionalis Lachaume, 1985
  - Место обитания: Мексика, Белиз, Гондурас, Гватемала, Никарагуа, Коста-Рика, Панама
  - Длина самца: 55~150 мм; самки: 50~75 мм.

- Dynastes hercules takakuwai Nagai, 2002
  - Место обитания: Бразилия
  - Длина самца: 55~140 мм; самки: 50~75 мм.

- Dynastes hercules trinidadensis Chalumeau et Reid, 1995
  - Место обитания: Тринидад, Тобаго
  - Длина самца: 55~140 мм; самки: 50~75 мм.

- Dynastes hercules tuxtlaensis Moron, 1993
  - Место обитания: Мексика
  - Длина самца: 55~110 мм; самки: 50~65 мм.

## Развитие

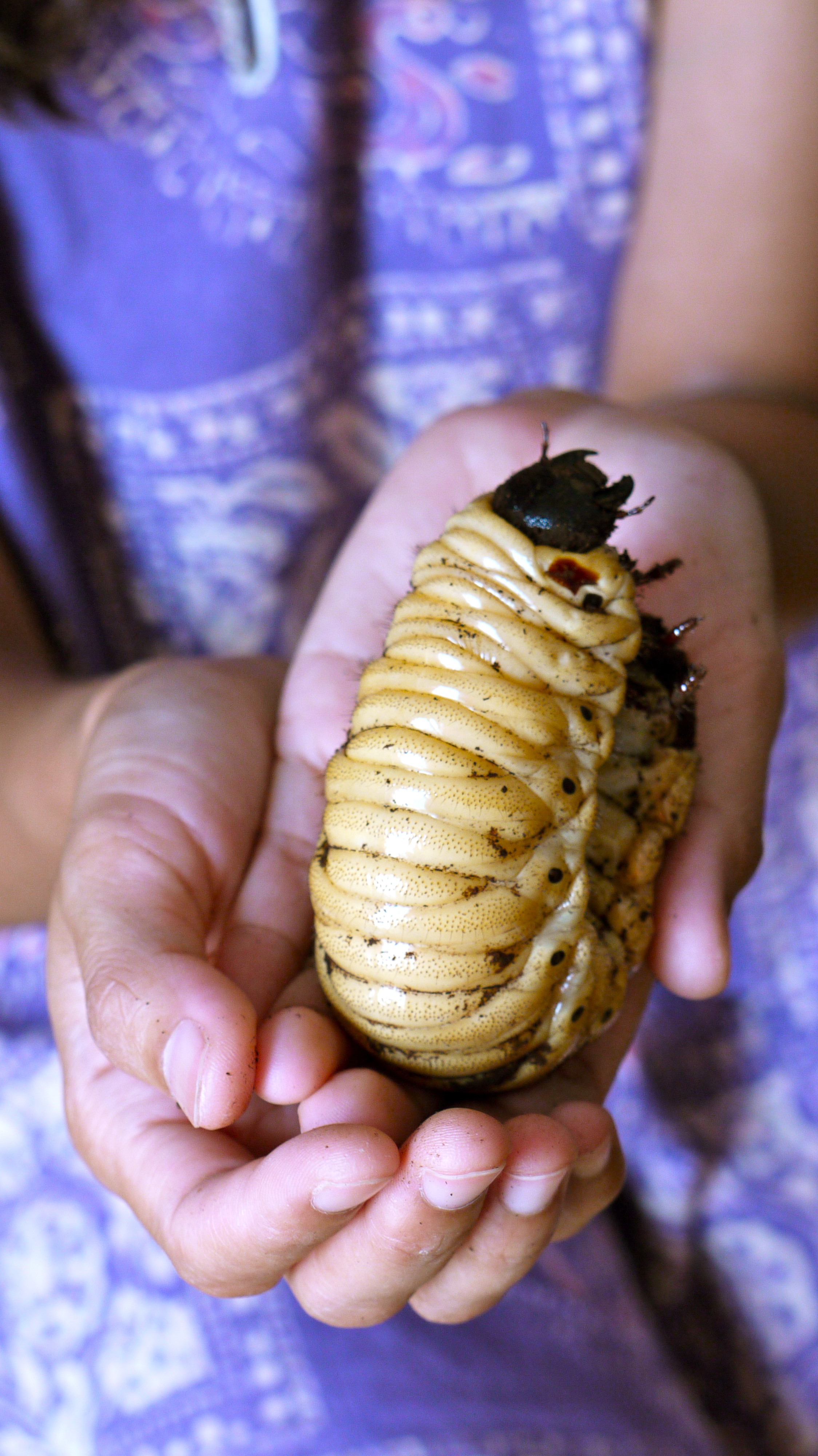
Личинка

После спаривания самки откладывают яйца в небольшие полости в гнилой древесине — будущем пищевом субстрате личинок. Одна самка способна отложить до 100 яиц.
Личинки первой стадии питаются исключительно небольшими древесными волокнами. По мере роста и развития они начинают поедать и более твёрдую подгнившую древесину. Под конец своего развития личинка достигает длины до 180 мм и может весить до 100 граммов. Окукливание происходит в земле в колыбельке.
Продолжительность стадий развития: яйцо — 4—6 недель, личинка — 1,5—2 года, куколка — 6 недель. Продолжительность жизни имаго: до 6 месяцев.